# The Best of Big Bang
The Best of Big Bang là album tuyển tập thứ ba của nhóm nhạc nam Hàn Quốc Big Bang. Album ban đầu được dự kiến ra mắt vào ngày 23 tháng 11 năm 2011 nhưng do rắc rối liên quan đến pháp luật của G-Dragon album buộc phải lùi sang ngày 14 tháng 12 năm 2011.

## Bối cảnh
Album bao gồm các đĩa đơn đã phát hành tại Nhật Bản cũng như các bài hát còn lại trong hai album Big Bang và Big Bang 2. Album bao gồm phiên bản tiếng Nhật của bài hát "Haru Haru". Album Asia Best 2 2006-2011, bao gồm các bài hát nổi bật của nhóm từ năm 2006 tới 2011, là phần hai của album tuyển tập Asia Best 2006-2009. Album này được phát hành thành 3 định dạng khác nhau: phiên bản 2CD+DVD với một áo T-shirt, phiên bản 2CD+DVD không gồm áo và phiên bản thường.

## Danh sách bài hát
| CD 1: Japanese Best | CD 1: Japanese Best                                     | CD 1: Japanese Best     | CD 1: Japanese Best |
| STT                 | Nhan đề                                                 | Từ album                | Thời lượng          |
| ------------------- | ------------------------------------------------------- | ----------------------- | ------------------- |
| 1.                  | "Haru Haru" (bản tiếng Nhật)                            | Alive - Monster Edition | 4:17                |
| 2.                  | "Tonight" (bản tiếng Nhật)                              | Big Bang 2              | 3:40                |
| 3.                  | "Hands Up"                                              | Big Bang 2              | 3:59                |
| 4.                  | "Tell Me Goodbye"                                       | Big Bang 2              | 4:06                |
| 5.                  | "Beautiful Hangover"                                    | Big Bang 2              | 3:46                |
| 6.                  | "Top of the World"                                      | Big Bang                | 3:01                |
| 7.                  | "Baby Baby" (bản tiếng Nhật của "Last Farewell")        | Big Bang                | 3:52                |
| 8.                  | "Always" (bản tiếng Nhật)                               | Big Bang                | 3:55                |
| 9.                  | "Somebody to Luv"                                       | Big Bang 2              | 3:33                |
| 10.                 | "Koe o Kikasete" (声をきかせて; Let Me Hear Your Voice) | Big Bang 2              | 4:15                |
| 11.                 | "Emotion"                                               | Big Bang                | 3:19                |
| 12.                 | "Ms. Liar"                                              | Big Bang 2              | 3:53                |
| 13.                 | "Gara Gara Go!!" (ガラガラ GO!!, Gotta Gotta Go!!)      | Big Bang                | 3:19                |
| 14.                 | "My Heaven"                                             | Big Bang                | 3:52                |
| Tổng thời lượng:    | Tổng thời lượng:                                        | Tổng thời lượng:        | 52:40               |

| CD 2: Asia Best 2 2006–2011 | CD 2: Asia Best 2 2006–2011                       | CD 2: Asia Best 2 2006–2011 | CD 2: Asia Best 2 2006–2011 |
| STT                         | Nhan đề                                           | Từ album                    | Thời lượng                  |
| --------------------------- | ------------------------------------------------- | --------------------------- | --------------------------- |
| 1.                          | "Forever With You" (hợp tác với Park Bom)         | B I G B A N G 03            | 3:39                        |
| 2.                          | "Good Bye Baby"                                   | B I G B A N G 03            | 3:31                        |
| 3.                          | "Dirty Cash"                                      | Bigbang Vol.1               | 3:14                        |
| 4.                          | "Crazy Dog"                                       | Hot Issue                   | 3:40                        |
| 5.                          | "Mad About You"                                   | With U                      | 3:46                        |
| 6.                          | "Oh My Friend"                                    | Stand Up                    | 3:30                        |
| 7.                          | "Haru Haru" (bản acoustic) (하루하루; Day by Day) | Remember                    | 4:26                        |
| 8.                          | "Wonderful"                                       | Remember                    | 3:32                        |
| 9.                          | "Lollipop Pt.2"                                   |                             | 3:20                        |
| 10.                         | "Love Song"                                       | Big Bang Special Edition    | 3:46                        |

| DVD | DVD                                                     | DVD        |
| STT | Nhan đề                                                 | Thời lượng |
| --- | ------------------------------------------------------- | ---------- |
| 1.  | "My Heaven" (Video âm nhạc & Quá trình làm video)       |            |
| 2.  | "Gara Gara Go!!" (Video âm nhạc & Quá trình làm video)  |            |
| 3.  | "Koe o Kikasete" (Video âm nhạc & Quá trình làm video)  |            |
| 4.  | "Tell Me Goodbye" (Video âm nhạc & Quá trình làm video) |            |
| 5.  | "Beautiful Hangover" (Video âm nhạc)                    |            |
| 6.  | "Tonight" (Video âm nhạc - Phiên bản tiếng Nhật)        |            |
| 7.  | "Love Song" (Video âm nhạc)                             |            |
| 8.  | "Quá trình làm album Big Bang"                          |            |
| 9.  | "Buổi họp báo đầu tiên của Big Bang tại Nhật"           |            |
| 10. | "Gara Gara Go!!" (Live digest kỉ niệm ra mắt đĩa đơn)   |            |

## Diễn biến xếp hạng
Album xuất phát ở vị trí số 1 trên bảng xếp hạng Oricon hàng ngày và số 2 trên bảng xếp hạng Oricon hàng tuần với 30.043 bản được bán ra.

### Xếp hạng
| Bảng xếp hạng           | Vị trí cao nhất |
| ----------------------- | --------------- |
| Oricon Album Hàng ngày  | 1               |
| Oricon Album Hàng tuần  | 2               |
| Oricon Album Hàng tháng | 18              |

### Doanh số và chứng nhận
| Quốc gia          | Doanh số |
| ----------------- | -------- |
| Nhật Bản (Oricon) | 51.000+  |

## Lịch sử phát hành
| Quốc gia | Ngày                 | Định dạng                | Hãng đĩa              |
| -------- | -------------------- | ------------------------ | --------------------- |
| Nhật Bản | 14 tháng 12 năm 2011 | Tải nhạc kĩ thuật số, CD | Universal Music Japan |